# Gora Alagordy
Gora Alagordy är ett berg i Kazakstan. Det ligger i den östra delen av landet, 1 000 km sydost om huvudstaden Astana. Toppen på Gora Alagordy är 4 622 meter över havet.
Terrängen runt Gora Alagordy är huvudsakligen bergig, men den allra närmaste omgivningen är kuperad. Gora Alagordy är den högsta punkten i trakten. Runt Gora Alagordy är det glesbefolkat, med 13 invånare per kvadratkilometer. Det finns inga samhällen i närheten. Trakten runt Gora Alagordy består i huvudsak av gräsmarker.